# Min'yō

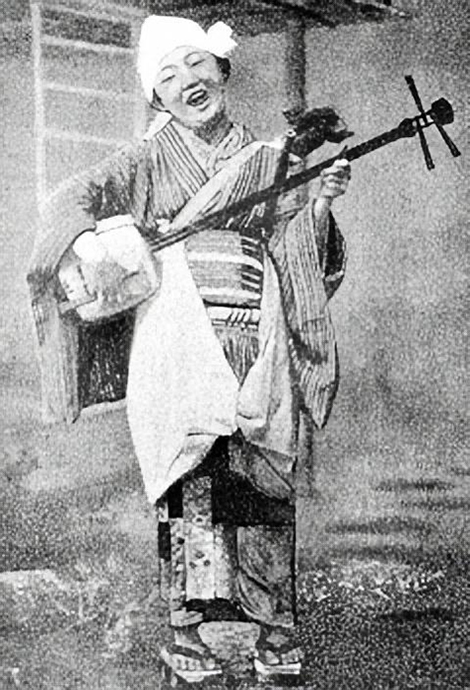
Uma mulher japonesa com seu shamisen, 1904

Min'yō (民謡, lit. Canção folclórica) é um gênero de música japonesa tradicional.

## Características

### Estilos
Alguns min'yō estão ligados a formas de trabalho ou a profissões específicas e foram originalmente cantados entre empregos ou para empregos específicos. Outros min'yō funcionam simplesmente como entretenimento, como um acompanhamento de dança ou como componente de rituais religiosos.
Min'yō também são distintos dependendo da área de Japão, com cada área ostentando suas próprias canções e estilos preferidos. As canções encontradas no extremo norte da ilha de Hokkaido e cantadas pelo povo Ainu são geralmente excluídas da categoria de min'yō. No extremo sul, especialmente na prefeitura de Okinawa, gêneros distintos de min'yō, diferindo na estrutura de escala, linguagem e formas textuais, também se desenvolveram.

### Instrumentos
A maioria das canções folclóricas japonesas relacionadas ao trabalho foram originalmente cantadas desacompanhadas, por uma pessoa só ou em grupos (heterofonicamente). Algumas canções exibem o mesmo tipo de canto "chamada e resposta" frequentemente visto na música negra do sul dos Estados Unidos. Durante o período Edo, entretanto, e com menos frequência em períodos posteriores, o acompanhamento em shamisen, shakuhachi ou shinobue foi adicionado às melodias de min'yō. Os instrumentos de percussão, especialmente a bateria, também costumam ser incluídos como acompanhamento no min'yō, especialmente quando tais canções são usadas em danças ou cerimônias religiosas.  Alguns desses acompanhamentos, por sua vez, tornaram-se independentes, gerando gêneros instrumentais solo como o Tsugaru-jamisen. Enka e muitos outros gêneros populares surgiram a partir do min'yō.

## Min'yōno Japão contemporâneo
Durante o século XX, muitas canções foram alteradas para se tornarem melodias altamente virtuosísticas que só podem ser negociadas com muito tempo e esforço. De fato, nos dias atuais, min'yō é uma forma de arte musical, muitas vezes estudada por professores profissionais que podem conceder a seus alunos principais licenças e nomes profissionais. Ao mesmo tempo, em contraste com o "min'yō de palco" de tais profissionais, muitas centenas de "sociedades de preservação" (hozonkai) foram estabelecidas para ajudar as canções a sobreviver em suas formas mais tradicionais. Assim, as canções de trabalho podem ser cantadas desacompanhadas, às vezes enquanto imitam ou encenam as ações originais da obra. A maioria dessas sociedades de preservação "preserva" apenas uma música local. Existem também centenas de concursos de min'yō, tanto nacionais quanto locais, também, com frequência, para apenas uma música.
Para muitos japoneses, min'yō evoca, ou diz-se que evoca, uma nostalgia por cidades e famílias reais ou imaginárias; daí o ditado comum entre praticantes e fãs do gênero: "Min'yo é a cidade natal do coração".
Min'yō, canção folclórica tradicional japonesa, deve ser distinguida do que os japoneses chamam de fōku songu (フォウくソング), da frase em inglês folk song. Estas são canções de estilo ocidental, muitas vezes acompanhadas de guitarra e geralmente compostas em dias recentes, associadas a Bob Dylan, Peter, Paul and Mary e semelhantes, e populares no Japão desde 1960. Surpreendentemente, há pouco contato entre esses dois mundos, min'yō e fōku songu.

## Etimologia
Min'yō é uma palavra composta de "povo" (民, min) e "canção" (謡, yō). No Leste Asiático, a palavra é encontrada em fontes chinesas desde o século V. No Japão, o primeiro registro de seu uso é encontrado em 901 d.C. No entanto, a palavra teve apenas uma incidência até 1890. Por esse motivo, min'yō é considerada um calque da palavra alemã Volkslied (canção folclórica), após a Restauração Meiji seguida pela ocidentalização da música. Min'yō substituiu a palavra riyō, que era amplamente usada antes da Segunda Guerra Mundial e significa "canções do povo local". As designações tradicionais japonesas que se referem mais ou menos ao mesmo gênero incluem inaka bushi (田舎節, "canção country") inaka buri (田舎ぶり, "sintonia country"), hina uta (ひな歌, "música rural") e semelhantes, mas para a maioria das pessoas que cantavam essas músicas, elas eram simplesmente uta (歌, música).

## Registros
No Japão, diferentes esforços foram feitos para registrar e preservar a música folclórica japonesa. Entre 1944 e 1989, Machida Kashō editou treze volumes sobre o min'yō chamado Nihon min'yō taikan (日本民謡大観), que permaneceu por vários anos como o estudo mais completo do gênero. Na década de 1970, o Ministério da Cultura do Japão planejou uma pesquisa de música folclórica japonesa que resultou na coleção chamada "Pesquisa Emergencial sobre a Canção Folclórica" (民謡近況調査 Min'yō kinkyū chōsa). O projeto foi financiado pelos níveis municipal e nacional de governo. Em 1994, a coleção tinha gravado mais de cinquenta mil canções e variantes.